# Nisio Tosizó
Nisio Tosizó (西尾 寿造; Hepburn: Toshizō Nishio; 1881. október 31. – 1960. október 26.) a Japán Császári Hadsereg tábornoka volt, akit a második kínai–japán háború legeredményesebb parancsnokaként tartanak számon.

## Élete

### Fiatalkora
1881. október 31-én született a Tottori prefektúrabeli Tottori városában. 1902-ben végezte el a Japán Császári Katonai Akadémiát és nem sokkal utána a Vezérkari Akadémiát is. Részt vett az orosz–japán háború háborúban, és a szandepui csatában átesett a tűzkeresztségen.
Nision 1921 és 1923 között a 10. hadosztály kötelékébe tartozó 10. ezredet parancsnokolta. Ezután egészen 1925-ig a Vezérkari Akadémia tanáraként tevékenykedett. Ezután a 10. hadosztály 40. ezredének lett a vezetője. 1926 és 1929 között az 1-es szekció (Katonai Kiképzési Főfelügyelőség) vezetője volt. 1929-ben a Koreában állomásozó 20. hadosztály 39. dandárjának lett a parancsnoka. 1930-tól 1932-ig a Hadügyminisztérium alá tartozó Katonai Nyomozóiroda elnöke lett, majd ezután 1934-ig mint a Központi Vezérkar 4. Irodájának vezetője tevékenykedett.

### Kína
1934. március 5-én kinevezték a Mandzsukuo területén állomásozó Kvantung-hadsereg vezérkari főnökévé, ahol részt vett a mandzsukuoi hadsereg újjászervezésében, és az ország pacifikálásában. 1936. márciusában a Központi Vezérkar helyettes főnöke és az Általános Ügyek Irodájának ügyvezetője lett. 1937 elején rövid ideig a Császári Testőrséget vezette, aztán Kínába helyezték, hogy az éppen kibontakozó konfliktusban részt vegyen.
1937. augusztus 26-án, a Marco Polo hídi incidenst követően, a második hadsereg parancsnokává nevezték ki. Az ő vezetése alatt csapatai a hszücscsói csata idején átkeltek a Jangce folyón, és elfoglalták Santung provinciát. A tajercsuangi csatában azonban súlyos vereséget szenvedett, és visszarendelték Tokióba, hogy ismét a Katonai Kiképzési Főfelügyelőség vezetője legyen.
1939. szeptember 12-én tért vissza Kínába, mint a 13. Hadsereg parancsnoka, és egy hónap múlva, szeptember 22-én a Kínai Expedíciós Haderő főparancsnoka lett. Ilyen minőségében vezette a caojang-jicsangi és csangsai csatákat. Az 1939–1940 téli offenzívában csapatai megállították a kínai előretörést és az általuk elhódított területeket tavasszal visszafoglalták. Katonáit ismételt támadások érték a kommunisták száz ezredes offenzívájának ideje alatt, miközben ő folytatta támadásait Hopej tartományban. 1941. március 1-jén leváltották, és visszatért Tokióba, ahol a Legfelsőbb Háborús Tanács tagja lett egészen 1943-as visszavonulásáig.

### Visszavonulása után
Habár nyugdíjba ment, 1944-ben mégis elfogadta a neki felajánlott pozíciót, és Tokió kormányzóságának vezetője lett. A második világháború végén a szövetséges hatalmak legfőbb parancsnoka letartóztatta, mint lehetséges háborús bűnöst, azonban vádat nem emeltek ellene és később elengedték. 1960. október 26-án halt meg Tokióban, 78 évesen.

## Fordítás
- Ez a szócikk részben vagy egészben  a   Toshizō Nishio című angol Wikipédia-szócikk ezen változatának fordításán alapul.  Az eredeti cikk szerkesztőit annak laptörténete sorolja fel. Ez a jelzés csupán a megfogalmazás eredetét és a szerzői jogokat jelzi, nem szolgál a cikkben szereplő információk forrásmegjelöléseként.